# リーンの翼
『リーンの翼』（リーンのつばさ）は、1983年から1986年に発表された富野由悠季の小説作品、及び2005年から2006年にインターネットテレビによって配信された全6話のWebアニメシリーズ。

## 概要
富野がライフワークとする異世界「バイストン・ウェル」を舞台とする一連の作品の一つであり、テレビアニメ『聖戦士ダンバイン』や小説『オーラバトラー戦記』と世界設定を共有しているが、他の作品とは全く関係しないパラレルワールドであるとされている。また、Webアニメ版は大筋を小説版の約70年後を舞台としており、関連性はあるものの、小説版の結末で描かれた一部のキャラクターの死が最初から無かった世界のその後という設定になっており、こちらもパラレルワールドということになっている。
「リーンの翼」とは、作中に登場する伝説の英雄に現れる光の翼のこと。「リーンの翼」を持つ英雄は本作の主人公以前にも存在し、6500年前よりバイストン・ウェルの世が乱れたときに幾度となく現れ、その都度世界を救ったと言われている。作中では足（靴）に「翼」が現れるが、背中に現れた者もあるらしく、その者によって場所は異なるという。伝説上で最も古い「リーンの翼」の英雄はゼノラーという13歳の少年であったという。

## 小説
『聖戦士ダンバイン』のTV放映と同時期に富野由悠季自身によって雑誌『野性時代』に連載され、角川書店の角川ノベルスより全6巻の単行本が発売された。挿絵は湖川友謙。後にスニーカー文庫で復刊されたが、現在は共に絶版。
2007年、富野自身より加筆再編による復刻版刊行の準備が進んでいることが語られ、2010年3月に全4巻の「完全版」として一挙刊行された。完全版の詳細については後述。
概要
『ダンバイン』と同じくバイストン・ウェルを舞台とし、フェラリオによって召喚された地上人＝聖戦士の活躍を描いてはいるが、時代は遡り、オーラバトラーの誕生以前の物語である。
一部に繋がらない要素はあるが、Webアニメ版の前史として読むことも可能である。小説の特徴として旧日本軍に対する著者の考え方に多くページが割かれ、それを主人公・迫水が受け継いでいる。
完全版
かつてのノベルズ/文庫版を書下ろしパートを含めて再構成し、四六判全4巻総ページ4000ページにまとめた。物語は最終的に現代まで進み、後述するWebアニメ版のストーリーをも内包する。完全版の刊行に際し、富野は「本作がバイストン・ウェル物語の最終話かもしれない」という趣旨の発言をしている。梗概は旧小説版・Webアニメ版と同一であるが、キャラの設定や生死が一部異なる。また、迫水によるホウジョウ建国など多くの点で設定が補完されている。
書籍内の画は寺田克也が担当した。
ムック
『ダンバイン』のTVシリーズ終了後に角川書店から刊行されたムック本『バイストン・ウェル物語』では、『野性時代』に連載中だった本作に関しても多くのページが割かれている。富野による『ダンバイン』と本作に共通する世界観解説『インナースペースとしてのバイストン・ウェル』をはじめとして、連載開始から1984年1月号掲載分までのあらすじ、用語解説、湖川友謙によって小説版中盤までの展開をビジュアル化したイラストストーリー『聖戦士迫水真次郎の物語』、そして主要キャラのスケッチなどが収められており、小説版の副読書とも言える内容となっている。

### ストーリー
太平洋戦争末期の沖縄上空で特攻兵器・桜花を駆り、米軍のB-29へ攻撃を仕掛けた日本軍兵士の迫水真次郎は敵機によって撃墜され、空中へ投げ出された瞬間に異世界バイストン・ウェルへ召喚される。
その地で豪傑アマルガン・ルドルと盟友となった迫水は、身に着けていた直心陰流の剣術と、伝説の勇者の証である「リーンの翼」の奇跡を顕現したことにより、「聖戦士」と呼ばれるようになる。やがて、迫水は戦乱の続くバイストン・ウェルを平定する英雄へ上り詰めるが、その果てには彼自身も予期していなかった運命が待ち受けていた。

### 登場人物
迫水 真次郎（さこみず しんじろう）
大日本帝国海軍特攻隊の勇敢な青年。階級は二等飛行兵曹。直心陰流剣術を操り、「ヤエーッ!!」なる独特の気合の掛け声を発する。
第二次世界大戦中、沖縄の上空付近で特攻中に米軍機コルセアによって撃破された瞬間、突如開いたオーラロードを通じてバイストン・ウェルへ召喚される。その後は紆余曲折を経て直心陰流剣術を奮い、見知らぬ土地で「聖戦士」として活躍する。
戦い続ける中、自身のオーラ力は「リーンの翼」として顕現した。過去のリーンの翼とされる戦士達の伝説は役割を終えた後にバイストン・ウェルから突如姿を消すという謎があるため、生存中の迫水はガラバ討伐後について幾度も心配していたが楽観的に考え、無事に地上に戻れるものと期待していた。その一方、バイストン・ウェルでの戦闘経験を積むにつれ、旧日本軍の考え方に疑問を抱くようになる。
平定後には同胞のアマルガンに後ろから喉を刺されて絶命するが、迫水の意思はリーンの翼と融合して地上界へ戻り、小倉に落とされるはずだった第三の原爆を防ぐ。
アマルガン・ルドル
野心家。元々ツォの国の末裔とも盗賊上がりとも言われるが、民の支持を得るために滅ぼされるも民から好かれたシィの国の領主の子と偽る。そのため、ラストにかけて迫水を含むリンレイ側の人間からアマルガンの謀反を疑われることになる。
ハロウ・ロイを奪還する途中、バイストン・ウェルへ召喚されて間もない迫水と偶然遭遇し、ガロウ・ランに襲われていた彼を助ける。レッツオの砦の戦いまで迫水や他の仲間と共に海賊をして過ごす。ガダバとの戦いの後には謀反を起こしてリンレイを倒すことを考えており、彼女と敵対することを見据えてリンレイの側に就くであろう迫水の力を恐れ、彼を殺害した。しかし、迫水が息を引き取る前にリンレイのもう一つのリーンの翼によって、一瞬のうちに焼かれる。
迫水はラスト近くでリーンの翼はアマルガンのためではなくリンレイを助けるために自らに発動したと悟り、彼女に仕えることを決めていた。
ハロウ・ロイ
エ・フェラリオ。迫水を召喚した張本人。迫水が召喚された時には、他の女性と同様にガロウ・ランによる陵辱・乱交中であった。迫水と共にアマルガンに助けられた後、共に行動する。
キャプランの屋敷にて迫水を誘い肉体関係を持つが、その後に誘拐されたゲリィを救出する際に矢で撃たれ、死亡する。登場人物の会話より、通常の方法ではフェラリオは死なないとされるのに死亡したということは、迫水との出会いがハロウの精神を浄化したからだ、という結論に至っている。
『聖戦士ダンバイン』にもワンシーンのみスピンオフ登場を果たしている。本作と『ダンバイン』を扱ったムック本『バイストン・ウェル物語』では両作をつなぐ人物と解説しているが、それ以上の詳細な関連性は明示されていない。
ゲリィ・ステンディ
17歳の少女。迫水に好意を持つ。キャプランの屋敷で家事手伝いをしている時に迫水と出会う。その後、迫水達と行動を共にする。シャーンからは慰安婦となるか船を降りるかを強要されるが、投げ縄の腕を認めさせることにより回避する。
迫水とは一度も肉体関係を持たないまま、レッツオの砦の戦いの後に機関砲で四散し、死亡する。その直後、アマルガンに買ってもらった迫水の靴にリーンの翼が発動し、空を飛べた彼は機関銃を制圧して砦の長を拿捕する。
リンレイ・メラディ
19歳。キェの国の末裔。レッツオの砦に幽閉されていた。ゲリィの死後、ヒロインが入れ替わる形で登場する。砦の長マラ・ブランによって逆さ吊り、両手足にロープで固縛、宙に浮いた状態で全身は痣と蛇だらけ、女陰には蛇の頭が突っ込まれた状態という嬲られようで3か月あまり過ごしていたところを、迫水と出会う。迫水はレッツオの戦いを境に、戦いの目的が地上への帰還からリンレイとの性交渉に替わり、その願いの一歩はゲルドアの洞窟で叶えられた。救出後は女王として兵を導く。
迫水に好意を持った後は部下の女性アンマとの間に三角関係が生じ、数々の嫉妬を抱くが、結局はアンマが身を引くこととなる。ラストでは、リンレイのサンダルにもリーンの翼が発動している。
ムラブ・リオン
ガロウ・ラン。ハロウを使って地上人を呼び出した。アマルガンに右手首を切られた後、迫水達を執念深く追う。物語序盤では活躍するが、後半では相方兼恋人ミンにも愛想を尽かされる。ガダバの士官オットバ・トウはミンの能力を高く評価していたため、ミンの足かせになっているムラブが邪魔になったことや、ムラブが2度迫水に負けて弱気になり愚痴ばかり零す態度を不愉快に感じたことが原因で、オットバの部下に殺害される。
ミン・シャオ
女ガロウ・ラン。弓の達人。何度も迫水を追撃する。ガダバに取り入ったりと、ムラブを支える。火薬入りの矢を身につけていたため、誘爆に巻き込まれる。殺害されても悪霊となり迫水たちを襲うが、リーンの翼により退治された。
キャプラン・ハン
商人として登場するが謎が多い人物。アマルガン・迫水の部下達はキャプラン経由で仕えるようになった者が多い。アマルガンと同じくツォの国の出身と疑われる。
グロン・ガザエル
ゼラーナ船長。好色家。コムを飼う。アマルガンと仲がよく、国興し以前は海賊の船長として物を奪い、女を犯し、男を虐殺していた。当初の迫水にとっては受け入れがたいことであった。
シャーン・ヤン
女海賊。グロンと同じく好色家。前半では女戦士としての活躍、後半ではグロンとの肉体関係が描かれる。その合間には、冗談半分かつ本気で聖戦士迫水の味を知ろうと浮気に誘う姿も散見された。ラストでは、ゴゾ死後のガダバ軍の抵抗勢力ダム・ボーテを殺害するという大手柄を立てる。
コム・ソム
ミ・フェラリオ。グロンに飼われている。裸踊りを好む。あまり知能は高くない。シャーンと同じく迫水を誘うが、断られる。
クロス・レット
ドラバロの砦に行く際に道先案内人として登場。ドラバロの指揮官デダン・バランダがマフと結託して行った処女狩りによって、許婚を破瓜されたという経歴を持つ。後に迫水に付いてよく登場する。
ノストゥ・ファウ
ミ・フェラリオ。隠密部隊床山によって、暗殺者として飼われていた者の一匹。通常、ミ・フェラリオを飼いならすことは不可能だが、特殊な麻薬を使うことにより可能とした。迫水達を襲うも返り討ちに遭い仲間は殺害され、本人は捕らえられる。その間は迫水の下着入りの籠の中で飼われるが、そのために迫水の匂いに愛着を持ち、彼に懐くようになる。グロンとは違い、迫水は性的関係を築こうとはしなかった。
偵察中にグーベンゲンとその連れの女メチレルに捕らえられ、全裸にされたあげく股間にドライバーを押し込められる拷問を受ける。瀕死の状態であったため、迫水の手により止めを刺される。
グーベンゲン・ニーゲル
迫水と同じく地上人でガラバについて地上の武器を伝える。スウェーデン人。
ノストゥの件では見ていただけと一応否認するが、迫水は地上の武器で多くの大切な人を失ったことに怒りを持っていたため、グーベンゲンの弁明は通じず、殺害された。また、ミチレルの方は弁明する間もなく殺害された。
アンマ・ガルレア
21歳。キェの国の武家の出。カザン・バロリエ、メルバルディ・ルゥズを部下に持つ。2人ともアンマよりかなり年上でガルレア家に仕える。作戦中、生まれて初めての痴漢行為を迫水から受ける。
迫水とリンレイとの仲を知りつつ、迫水を積極的に誘う。恋の駆け引きの末、迫水から妻として迎えたいと思われるほどの仲になるが、最終的に自身は身分の違いから身を引くことになる。
カザン・バロリエ
25歳。クロス・レットから好意を持たれていた。アンマと共に捕虜になった時に死亡。2騎の馬から両足を縛られた状態で引き連れられていたため、頭を地面にぶつけた上にそのショックで股間が裂け、右足がもぎ取られて死亡。追撃を断念した迫水はアンマの左腕と手を繋ぎながら捜索し、遺体を発見する。それを見た迫水は、カザンが処女だったことを知る。
メルバルディ・ルゥズ
アンマが怪我をしてからは主従関係を解消される。途中でダーナとはいい仲になり、彼が殺された際にはゴゾに立ち向かうが、両腕を切断された上に彼の部下に殺害された。その際にはダーナの遺体の上にかぶさるように倒れた。
ゴゾはメルバルディの勇ましさに惚れて彼女を陵辱するため、部下に生きたまま捕らえるよう命令した。しかし、抵抗したメルバルディを部下の一人ブドが殺してしまい、失敗に終わる。
スグリ、ヨッコウ
隠密集団床山の隊員。恋人同士。迫水からリーンの翼の靴を盗む。戦乱の最中に隊を抜けて駆け落ちする。
ダーナ・ガハラマ
元ガダバの士官。捕虜になるが、その後は聖戦士に魅せられ、逃げる機会があったにもかかわらず迫水側へ寝返る。ゴゾ死後のガダバ軍の抵抗勢力ダム・ボーテとは大親友。ゴゾとの対峙時に小銃で撃たれ、死亡した。
ゴゾ・ドウ
ガダバの創設者で当時は聖戦士と噂された。ダーナ達を殺害後、すぐに現れた迫水によって殺害された。

### 書籍
- 『リーンの翼 バイストン・ウェル物語より』、角川書店 〈カドカワノベルズ〉 1984年 - 1986年、全6巻、新書判
  - 文庫版 - 角川書店 〈角川スニーカー文庫〉 1986年、全6巻、文庫判
  - 完全版 - 角川グループパブリッシング 2010年、全4巻（4巻セットもあり）、全面改稿の書き下ろし。

## Webアニメ
小説版の戦いは刀剣による白兵戦が主体で、メカニックは地上人が持ち込んだ機関砲が出てきた程度であったが、Webアニメ版ではオーラバトラーと呼ばれる飛行能力のある搭乗型ロボット兵器や、巨大な飛行戦艦といったオーラマシン同士が戦うロボットアニメのような世界観となっている。また、死者数は小説版より少ない。

### ストーリー（Webアニメ）
現代の山口県岩国市、友人が起こしたテロ行為によって追われていたエイサップ・鈴木は、海から現れた戦艦に乗っていた少女リュクス・サコミズがもたらしたリーンの翼の沓によって、異世界バイストン・ウェルへ召喚されてしまう。

### 登場人物（Webアニメ）

#### 主要人物
エイサップ・鈴木（エイサップ すずき）
声 - 福山潤
本作の主人公。山口県岩国市に住む大学浪人中のフリーター。日本人の母とアメリカ人の父とのハーフ。19歳。朗利と金本が起こしたテロ事件を発端に、リーンの翼を地上界に呼び出した新たなる聖戦士。
生い立ちに関しては色々とあり、特に父親であるアレックスには心を開けずにいる鬱屈した感情を持っており、それ故に違う世界へ行く翼が欲しいと心から願う強さが人一倍強かった。
誰も乗り手がいなかったオーラバトラー・ナナジンに乗り込み、オーラバトラーの扱いをサコミズに認められ、リュクスの婿にも認められる。
地上界へ戻る際にリーンの翼が見せた自身の生まれを知り、自分のやるべき事を認識する。
再び開かれたオーラロードを通り抜け、現在の東京湾へサコミズと共に帰還したエイサップは、今の日本を破壊しようとするサコミズとホウジョウ国の侵略を制止しようと奮闘する。
東京湾での戦乱が終息した後、リュクスと共にサコミズの故郷へ墓参りに訪れる。
漫画版では完全版小説及びＯＶＡ版より活躍の場が増えており、ハイパー化したオウカオーの左腕を切り落すなど見所が増えている。
リュクス・サコミズ
声 - 嶋村侑
本作のヒロイン。サコミズの先妻が産んだ娘であり、ホウジョウの姫。コモン（バイストン・ウェルの人間）と地上人のハーフ。16歳。
父の野心を正すため、リーンの翼の沓を持ち出す。
いくつもの出来事をエイサップと乗り越えたことにより、心を通わす。
リュクス自身やアマルガン等は新しい聖戦士の仲介役と言う認識があった。
東京湾での戦乱が終息した後はエイサップと共にサコミズの故郷へ墓参りに訪れ、最後は桜吹雪に包まれて姿を消す。
エイサップと共に、最後まで父であるサコミズに心を砕いていた。
シンジロウ・サコミズ
声 - 小山力也
本編から約70年前の第二次世界大戦中に大日本帝国海軍の二等飛行兵曹として特攻機・桜花のパイロットとして戦ったが、その特攻の最中にオーラロードが開いてバイストン・ウェルへ召喚され、未知のその地で「聖戦士」となる。現在はホウジョウ国の王。いまだ壮年の姿をしており、老人には見えない。「直心陰流剣術」を体得しており、かつてバイストン・ウェルに伝わる伝説の「リーンの翼」の聖戦士として活躍した。
望郷の念のあまり、地上の日本へ帰りアメリカを打倒することを目的に、民衆に重税と重労働を課したり、周辺国へ攻め入るなど暴虐の限りを尽くす。
搭乗機はかつての愛機桜花をモチーフとした専用のオーラバトラー・オウカオー。
小説版の主人公、「迫水 真次郎」その人であるが、小説のラストとは違った運命を辿っており、リュクスが語った中ではアマルガンらと対立し、自分に従っている兵を引き連れてホウジョウ国を作り上げたと語っている。
再び地上界へ戻った際、現在の日本の有り様を見て絶望し、東京の崩壊を行おうと目論む。
絶望とオーラ力の暴走により、急激な老化と共にハイパー化したが、エイサップの説得と特攻人形に託された、かつての特攻隊員を見送る少女達の憐みと感謝の祈りにより本来の自分を取り戻し、リーンの翼とオウカオーのオーラ力を使って核爆弾の爆発を吸収し、死亡する。
OVA及び漫画版では東京破壊に対して積極的ではあったが、小説版では天皇の事やそれまでの自身の行いを気にかけ、東京への核攻撃を躊躇する場面が描写される。

#### 日本
矢藩 朗利（やはん ろうり）
声 - 土田大
在日アメリカ軍基地に勤める技術者の父への反発からアメリカ軍基地へのテロを行った青年。エイサップのルームメイト。
サコミズに協力しオーラバトラー・シンデンに搭乗する。再び地上界に戻った際、オーラバトラーの力に溺れ、東京にテロを行う。米軍艦隊に積まれていた核弾頭を東京へ落とすが、失敗する。
小説版においては、暴走したサコミズのオウカオーによって握り潰されて死亡。
金本 平次（かなもと へいじ）
声 - 田邉真悟
在日の日系三世。山口大学の工学部に通うエイサップのルームメイト。
サコミズに協力しオーラバトラー・シンデンに搭乗する。朗利と同じくオーラバトラーの力に溺れ、東京にテロを行う。核弾頭を持った朗利を守るためにエイサップの前に立つが、倒される。
彼の発言によればエイサップ、朗利、金本は差別を受けていたらしい。
小説版においてはカスミに不意打ちを行おうとしたところで見抜かれ、返り討ちに遭って死亡。
海楽（うらく）
声 - 小西克幸
海自のパイロット。一尉。エイサップらと共にバイストン・ウェルに来た地上人。
サコミズにはあまり協力的ではない。
田中（たなか）
声 - 竹谷和樹
海自のパイロット。
鈴木 敏子（すずき としこ）
声 - 唐沢潤
エイサップの母で、アレックスの妻。

#### 在日米軍
アレックス・ゴレム
声 - 大川透
アメリカ軍岩国基地司令。海兵隊の出身であり、階級は大佐。マキャベルの理想に賛同し、彼のクーデターに参画する。エイサップの実父であったが、長らく認知していなかった。アメリカに妻がいたが、日本に滞在した際に敏子と恋に落ち、子供（エイサップ）を堕ろそうとする彼女を止めるためにアメリカへ戻り、妻と離婚する。
全ての騒動終結後は、リュクスに「アレックス・鈴木」と名乗り、エイサップへ日本に帰化することを伝えた。
エメリス・マキャベル
声 - 島香裕
パブッシュ艦隊の司令。Webアニメ版では描写が不足していたが、小説版では目的について大きくページが割かれている。それによると、青春時代の初陣をベトナム戦争のサイゴン陥落で迎え、米軍にありながら第一次大戦からの戦勝にはしゃぎ続けて泥沼の戦争を繰り返しても強引な物資で止めないアメリカ、ひいては人類の行動を客観的に観察し続け、変革しようという確信に至ったという。世界各国の首都に向けて同時多発核攻撃（メフィメット作戦）を敢行し、全人類へ決定的な戦争のトラウマを植え付け、インターネットや軍事のインフラを破壊し、人類の環境を苛酷にすることで人類そのものが生き延びるための技術に力を結集させようという「ゴッドマザー・ハンド計画」を発動させる。シンパは世界中に存在する。
Webアニメ版では反旗を翻したアレックス・ゴレムに拘束されたが、小説版ではバイストン・ウェルの存在を知った人類ならば愚行を改めるだろうと希望し、メフィメット作戦を断念している。

#### ホウジョウ国
コドール・サコミズ
声 - 林真里花
サコミズの後妻。野心家で、地上人である王を心の奥底では信頼していない。
コドールやコットウの部族はオーラマシンの建造で血の滲む思いをしていたが、サコミズのホウジョウ国に建造技術を取られ、サコミズを亡き者にしてホウジョウ国を手に入れようと目論む。
コットウ・ヒン
声 - 三木眞一郎
ホウジョウ国の武将。コドールと同じ部族の出身。
コドールとは不倫関係にあり、隙あらばホウジョウの乗っ取りを企んでいた。
ムラッサ・メェン
声 - 浅野まゆみ
ホウジョウ国の女武将。
カスミ・スガイ
声 - 平井啓二
ホウジョウ国の武将。
フルッスル・コズ
声 - 木内レイ子
ホウジョウ国の女武将。

#### 反乱軍
アマルガン・ルドル
声 - 仲野裕
サコミズと同じく小説版に登場したキャラクター。聖戦士であった頃にサコミズの盟友として共に戦ったが、現在はサコミズへの反乱軍の頭目となっている。
旧小説版ではリーンの翼によって滅んだが、新小説版ではリンレイや迫水の遺志を継ぎキェの国を興すも政治的センスがないと出奔し、長い流浪の人生を送ってきた。老齢になって身を寄せたホウジョウで迫水と久闊を叙すが、覇権主義的に領土を広げながらかつての敵対していた部族への収奪を課す迫水に反感を抱き、反乱軍をまとめてオーラシップ・アプロゲネを奪って離反する。
キキ・アッテル
声 - 渡辺明乃
反乱軍の一員の女性。帽子がトレードマーク。
ヘベ・ゲッテル
声 - 皆川純子
反乱軍の一員の女性。左目に傷を負っており、片目だけとなっている。

#### その他
エレボス
声 - 堀江由衣
ジャコバ・アオンの命によりエイサップに協力するミ・フェラリオ。
劇中ではリュクスに「チ・フェラリオ」と言われるというミスがある。富野は「リュクスはサコミズからチ・フェラリオしか教えられていなかったので間違えた」とフォローを入れたが、劇中で説明はない。ちなみに、漫画版で「チ・フェラリオ」と呼んだのはホウジョウの兵士である。
ジャコバ・アオン
声 - 甲斐田裕子
ワーラーカー・レーンに住むフェラリオの長。チ・フェラリオである。
声優やデザインは異なるが、唯一『聖戦士ダンバイン』にも登場した存在である。本作でも前作同様、重要な役割を担う。

### 登場メカニック
リーンの翼の沓（くつ）
バイストン・ウェルの伝承では世が乱れると現れるといわれる、不思議な翼を発現させることができる沓。聖戦士のような選ばれた者にしか履くことができない。その翼は戦争によって散った命、死に逝くことさえできなかった命の光が集まったもの。

#### オーラバトラー
ナナジン
エイサップのオーラバトラー。オウカオーの兄弟機として製作されたが、乗りこなせる者がおらず、放置されていた。
命名はエイサップが「名無し」と言ったものをサコミズが七福神の意の「七神」と勘違いしたことから。
ビジュアルモチーフはトンボ。
初期プロットでは、エイサップは反乱軍からオーラバトラーを受領する設定であり、「ギム・ゲランゲ」の仮称がついていた。富野監督に異を唱えた製作スタッフがいたので、以降は「エイサップ専用オーラバトラー」となり、文字数が長いことから富野は「名無し」と絵コンテなどに記すようになった。富野は製作スタッフに機体名の案を求めたが、製作スタッフのほうも良い案は出せず、どうせ名無しならカタカナで「ナナシ」か「ナナシン」と言ったところで、七福神の七と神でナナジンはサコミズが考えそうな名前だと正式採用になった。
アッカナナジン
ナナジンが地上に出た際に機体色が青から赤に変わったもの。アッカは、リュクスの実母の部族の言葉で「赤い華」を意味する。赤くなったのはエイサップが聖戦士として精神的にも成長し、オーラ力の増幅にナナジンが反応したため。
ナナジンは早い段階から工藤昌史が描いたメインビジュアルなどに描かれており、青い機体色をしていた。第2話製作にあたってナナジン以外のオーラバトラーの配色を決めることになったが、このとき富野が思いつきでナナジンの機体色を赤く変更することを主張した。それを発表済のメインビジュアルと反しないよう第5話で地上に出た際に赤くすることで富野を説得したものである。
アッカナナジンの登場は第5話からであるが、それまで製作スタッフ内では「アカジン」、「ナナジン地上界Ver.」、「金剛ナナジン」などと呼称されていた。正式な名称を決めるにあたって、富野からは「赤いナナジン」「ナナジンMk-Ⅱ」「ナナジンレッド」という名称が出たが、いずれも製作スタッフに却下され、「アカナナジン」になりかけたところを製作スタッフの「せめてアッカナナジン」というのが採用された。上述のアッカが赤い華という設定もそのときに富野が思いついてできたものである。なお、ここでいう赤い華は桜を意図しており、オウカオーとの兄弟機という設定にも活かされることになった。
オウカオー
サコミズのオーラバトラー。
上述のように桜花にちなんだ命名。
ギム・ゲネン
反乱軍の主力量産型。
ライデン
ホウジョウ軍一般兵用。
シンデン
ホウジョウ軍の新型。矢藩と金本に渡される。

#### オーラバトルシップ
アプロゲネ
反乱軍の旧型戦艦。
キントキ
ホウジョウ軍の新造戦艦。
レンザン、ジンザン
ホウジョウ軍の旧型戦艦。
フガク
ホウジョウ軍の旗艦。

### スタッフ
- 原作・総監督・絵コンテ - 富野由悠季
- 脚本 - 高山治郎・富野由悠季
- 演出 - 五十嵐達矢
- ビジュアルコンセプター - okama
- アニメーションディレクター・キャラクターデザイン - 工藤昌史
- メカデザイン - 篠原保、沙倉拓実
- 美術監督 - 池田繁美
- 色彩設計 - 横山さよ子
- 撮影監督 - 大神洋一
- オフライン編集 - 坂本久美子
- 音楽 - 樋口康雄
- 音響監督 - 若林和弘
- プロデューサー - 河口佳高、湯川淳、宇都宮将人
- 制作 - サンライズ
- 製作 - サンライズ、バンダイビジュアル、バンダイチャンネル

### 主題歌
「MY FATE」
作詞 - ANNA / 作曲・編曲 - Ayumi Miyazaki / 歌 - 土屋アンナ

### 各話リスト
| 話数  | サブタイトル           | 作画監督                                              | 総作画監督                    | 放送日          |
| ----- | ---------------------- | ----------------------------------------------------- | ----------------------------- | --------------- |
| 第1話 | 招かれざるもの         | 工藤昌史                                              | -                             | 2005年 12月16日 |
| 第2話 | ホウジョウの王         | 坂本修司（キャラクター） 吉岡毅（メカニカル）         | 工藤昌史                      | 2006年 4月21日  |
| 第3話 | 地上人のオーラ力       | 小木曽伸吾 寺尾洋之                                   | 工藤昌史 吉岡毅（メカニカル） | 5月19日         |
| 第4話 | 王の奸計               | 中谷誠一                                              | 工藤昌史 吉岡毅（メカニカル） | 6月16日         |
| 第5話 | 東京湾                 | 坂本修司（キャラクター） 仲盛文（メカニカル）         | 工藤昌史 吉岡毅（メカニカル） | 7月21日         |
| 第6話 | 桜花嵐（おうかあらし） | 工藤昌史（キャラクター） 仲盛文・吉岡毅（メカニカル） | 工藤昌史 吉岡毅（メカニカル） | 8月18日         |

### DVD
バンダイビジュアル（現・バンダイナムコアーツ）よりリリース。
1. 2006年4月26日発売、BCBA2469
2. 2006年7月28日発売、BCBA2470
3. 2006年9月22日発売、BCBA2471
4. 2006年10月27日発売、BCBA2472
5. 2006年11月24日発売、BCBA2473
6. 2006年12月22日発売、BCBA2474

- COMPLETE、2010年1月27日発売、BCBA3762 - 2枚組

### 書籍
- 解析設定資料集（2007年1月初版発行、一迅社） ISBN 978-4-7580-1068-9
- オフィシャルガイド Road To Byston Well（2007年3月初版発行、ホビージャパン） ISBN 978-4-89425-522-7

## 漫画版
画・大森倖三。『月刊ガンダムエース』（角川書店）にて2005年12月号から2007年3月号まで連載された。全3巻。
Webアニメ版のコミカライズ。登場人物とストーリーはWebアニメ版とほぼ同じ。第1巻によれば「余分なものは付け加えず、絵コンテに忠実に」という富野の要望に沿って作られているとのことだが、台詞回しなどの細かい点を除いてもWebアニメ版と異なる点はいくつもある。
1. 2006年2月23日発売、ISBN 4-04-713795-2
2. 2006年9月21日発売、ISBN 4-04-713861-4
3. 2007年2月22日発売、ISBN 978-4-04-713900-8

## ゲーム
Another Century's Episode
バンプレスト（後にバンダイナムコゲームス）より発売のPlayStationシリーズ用ロボットアクションゲームシリーズ。
『2』ではゲストとして初登場し、続編の『3』ではストーリーに関わる。
スーパーロボット大戦UX
2013年3月14日にバンダイナムコゲームス（バンプレストレーベル）より発売のニンテンドー3DS用SRPG。
Webアニメ版の登場キャラクター、オーラバトラーが『聖戦士ダンバイン』とキャラクター、オーラバトラーと合わせて登場するが、『リーンの翼』と『聖戦士ダンバイン』に登場するバイストン・ウェルは同一時間軸上の作品ではなく、パラレルワールドに近い扱いになっている。隠し要素でサコミズが自軍に加わる。
また、このゲームにおいてはホウジョウ国でオーラバトラーを開発したのは『聖戦士ダンバイン』でオーラバトラーを開発したショット・ウェポンということになっている。
スーパーロボット大戦X-Ω
バンダイナムコエンターテインメントから配信されていたスマートフォン用ゲームアプリ。
2020年12月に期間限定参戦作品として登場。

## 備考
1996年に発表された小説およびOVAシリーズ『ガーゼィの翼』は同じ「バイストン・ウェル物語」のひとつであり、主人公のオーラ力がオーラバトラーを介してではなく、「翼」として顕現するという描写も同じである。また、オーラバトラー戦記にも「リーンの翼」という固有名詞は登場しているが、その者の詳細については言及されていない。